# 1367
| 1367               |
| ------------------ |
| Dødsfald - Fødsler |
|                    |

| Gregoriansk kalender | 1367 MCCCLXVII          |
| Ab urbe condita      | 2120                    |
| Armensk kalender     | 816 ԹՎ ՊԺԶ              |
| Kinesiske kalender   | 4063 – 4064 丙午 – 丁未 |
| Etiopisk kalender    | 1359 – 1360             |
| Jødisk kalender      | 5127 – 5128             |
| Hindukalendere       |                         |
| - Vikram Samvat      | 1422 – 1423             |
| - Shaka Samvat       | 1289 – 1290             |
| - Kali Yuga          | 4468 – 4469             |
| Iransk kalender      | 745 – 746               |
| Islamisk kalender    | 768 – 769               |

Konge i Danmark: Valdemar 4. Atterdag 1340-1375
Se også 1367 (tal)

## Begivenheder
- Papir omtales for første gang i Danmark i en af Valdemar 4. Atterdags forordninger
- 19. November Kölner-konføderationen oprettes af en række hansestæder for at bekæmpe Valdemar Atterdag og Kongeriget Danmark.